# È arrivato mio fratello
È arrivato mio fratello è un film italiano del 1985 diretto da Castellano e Pipolo.

## Trama
Ovidio Ceciotti è un corpulento insegnante quarantenne di una scuola media milanese, che vive una vita noiosa. I suoi alunni gli mancano di rispetto e gli fanno continui dispetti. Anche il preside della scuola lo insulta, prendendolo addirittura a schiaffi di fronte ai suoi studenti. La collaboratrice domestica Valeria è molto insofferente nei suoi confronti e, su ordine della fidanzata Lidia, una severa impiegata delle poste, gli cucina solo carote bollite. L'unico suo motivo di soddisfazione è la presenza della signora Piranesi, che ogni notte tenta di provocarlo con uno spogliarello: tuttavia Ovidio è troppo timido ed innamorato di Lidia per accettare le avances della donna.
La vita di Ovidio viene sconvolta dall'arrivo del fratello gemello Raffaele, in arte Raf Benson, musicista di piano bar che ha trovato impiego in un malfamato locale notturno milanese, il "Pavone blu", e chiede ospitalità al fratello.
Ovidio e Raffaele, seppur fisicamente simili, presentano molte differenze caratteriali: il primo è onesto, impacciato e con la testa sulle spalle, mentre il secondo è scatenato, burlone e spaccone. Per festeggiare il loro incontro, Raf invita a cena Ovidio in un ristorante di lusso, dove ordina numerosi piatti costosi e poi offre una bottiglia di champagne a due turiste. Alla fine della cena Raf mette di nascosto una tartaruga nella macedonia e incolpa il cameriere, che in questo modo non gli fa pagare il conto.
Raf passa la nottata con le due donne utilizzando l'automobile di Ovidio, mentre quest'ultimo trascorre la notte in ospedale dove viene costretto a una lavanda gastrica perché Raf, per giustificare l'eccesso di velocità in automobile a due vigili urbani, fa credere che il fratello abbia ingerito per sbaglio della candeggina. Una delle due ragazze lascia gli indumenti intimi nell'auto e la mattina dopo, li ritrova casualmente Lidia che, credendo che Ovidio l'abbia tradita, lo lascia senza voler sentire ragioni.
Quella sera Raf ha il suo spettacolo con la modella Esmeralda, come prova generale in vista della sera successiva, quando assisterà allo show Tony Lo Bianco, un impresario italo-americano che possiede molti locali a Las Vegas. La sera stessa arriva nel locale una soffiata: la polizia sta per fare una perquisizione, poiché il locale è coinvolto in un traffico di cocaina. Il padrone del locale ricatta Raf e lo costringe a portarsi a casa una grossa bustina di polvere bianca. Credendo di metterla al sicuro, Raf la nasconde nella scatola delle bustine di eucalipto che Ovidio assume per le inalazioni. La mattina successiva Ovidio inala quindi erroneamente la cocaina.
Esaltato dalla droga, Ovidio compie delle azioni che avrebbe sempre voluto fare ma di cui non ha mai avuto il coraggio: si vendica dei suoi studenti, dà un calcio nel sedere al preside e lo ricatta ottenendo l'aumento di stipendio e ottiene da Lidia la promessa di sposarlo riuscendo a fare pace con lei. Di conseguenza, Raffaele, sicuro di aver conservato bene la bustina di droga, riconsegna al padrone del locale una bustina di eucalipto, e per vendetta viene sfregiato nel volto dai soci in affari. Questi decide quindi di vendicarsi di Raf e ordina al suo gorilla di ustionargli la mano per impedirgli di suonare di fronte a Lo Bianco, proprio nella serata più importante della sua vita. Raf ritorna a casa disperato e confessa al fratello di aver fatto solo errori nella sua vita e che l'ha sempre invidiato per la sua posatezza: colpito dalle parole di Raf, per riconoscenza Ovidio si mette la sua giacca e, in incognito, va al "Pavone blu" al suo posto. Nel presentarsi per la prima volta sul palcoscenico, fa delle gag involontarie a causa della miopia che scatenano le risate del pubblico, impresario compreso.
Lo show riesce benissimo e Raf, in realtà Ovidio, ottiene un contratto di due anni a Las Vegas. Esmeralda, felice, gli concede quello che Raf le ha sempre chiesto ma lei non gli aveva mai concesso: i due cedono alla passione. Ovidio sposa Lidia, tuttavia è stufo della vita monotona e noiosa di prima e quando stanno per partire per il viaggio di nozze alle Isole Canarie, all'ultimo momento trova una scusa, abbandona Lidia in aeroporto e decide di raggiungere suo fratello negli USA per formare con lui e con Esmeralda un nuovo trio musicale chiamato "Benson Brothers".

## Produzione

### Casting
I due personaggi principali sono interpretati da Pozzetto che però è ricorso spesso all'utilizzo di una controfigura, l'attore e ventriloquo Pietro Ghislandi. Pipolo ha ricordato in un'intervista che nel ruolo del fratello di Pozzetto doveva esserci Massimo Boldi e che solo per una mancanza di coincidenza di date entrambi i ruoli principali furono affidati a Pozzetto.

### Luoghi delle riprese
Le prime scene della pellicola vennero riprese presso la Certosa di Pavia. Il resto della pellicola (incentrata quasi tutta su Milano) vede protagoniste non solo la città di Milano, ma anche Livorno (Spedali Riuniti, palazzo delle Poste, via Cairoli, granai di Villa Mimbelli, compresi alcuni tratti di costa e più precisamente quella fra Antignano e Quercianella, vicino al Castel Sonnino); le scene in cui Ovidio e Raf giocano a poker vennero girate presso il Villino Crespi, a Roma.

## Colonna sonora
La colonna sonora Oh my Chicago è cantata da Renato Pozzetto e Patrizia Tapparelli e per motivi contrattuali non è mai stata commercializzata. La canzone di sottofondo che accompagna gli spogliarelli della signora Piranesi s'intitola Now and Forever. Cantata da Angella Dean e scritta da Detto Mariano nel 1979, arrivò al primo posto della hit-parade in Francia.

## Distribuzione
La pellicola è stata distribuita nelle sale cinematografiche italiane a partire dal 20 dicembre del 1985.

## Citazioni
Quando Ovidio e Raffaele sono a cena nel ristorante di lusso, il cameriere elenca in francese le varie specialità da ordinare e Ovidio ordina i rigatoni. La scena è la citazione di uno spot televisivo della Barilla, girato da Federico Fellini proprio in quell'anno.